# 長南舞
長南 舞（ちょうなん まい）は日本の女優。フリーランス。北海道出身。アイドルユニット「なんキニ!」元メンバー。

## 略歴
- 「アリスインデッドスクール ビヨンド」（2015年8月）にて初舞台。「幽情エクリプス」（2025年6月）にて初主演。
- アイドルグループ「なんキニ!」に加入（2018年6月）。2019年5月、卒業。
- 2019年6月、プラチナムプロダクションに所属[2]。2024年5月、プラチナムプロダクションを退所。

## 人物
- 趣味：漫画鑑賞、麺類を食べること
- 特技：ベリーダンス
- ニックネーム：ちょなんまい
- 好きなもの：アザラシ

## 出演

### 映画
- ヘルドッグス[3]（2022年9月、監督：原田眞人） - 千紗 役[4]

### 舞台
- アリスインプロジェクト「アリスインデッドリースクール ビヨンド[5]」（2015年8月12日 - 23日、池袋・シアターKASSAI） - 黄市恵美 役
- アリスインプロジェクト「アリスインデッドリースクール オルタナティブ・SAPPORO[6]」（2016年5月4日 - 8日、札幌・コンカリーニョ） - 橙沼霧子 役
- アリスインプロジェクト「みちこのみたせかいSAPPORO[7]」（2017年5月17日 - 21日、札幌・コンカリーニョ） - 春日花 役
- 劇団0話「あなたのばん[8]」（2019年8月30日 - 9月1日、シアター代官山）
- 劇団CATMINT「朧にかすむ月[9]」（2020年3月5日 - 9日、新宿シアターモリエール） - ヒロイン・山吹聖羅 役
- 劇団0話「神の子供達はみな遊ぶ[10]」Aチーム（2020年11月5日 - 7日、アトリエファンファーレ東新宿） - 島村あずき 役
- 劇団Zero PLANET「GRAVITY[11]」Aチーム（2022年1月11日 - 16日、中目黒キンケロ・シアター） - DJ HIKARI 役
- エクレール・シアター『Laugh＆Serious・2』「ドールハウス」（2024年7月13日 - 15日、ブルースクエア四谷） - 杏樹 役[12]
- 劇団12ミニッツ「xxxになれなくて[13]」（2024年10月16日 - 22日、浅草九劇） - ハナ 役[14]
- Studio K'z「召喚アウトロー[15]」（2024年12月4日 - 8日、大塚・萬劇場） - 月形紫明 役
- NOVA.company『明日を生きる為の朗読四部作[16]』「銀河鉄道のなかで」（2025年2月13日 - 15日、東長崎・Route Theater） - 清水春 役[17]
- RAVE☆塾「またかえってきたWteen」Cチーム[18]（2025年3月28日 – 4月5日、築地・ブディストホール） - 小崎絢加 役[19]
- Daisy times produce「ハナコトバ -朗- spring bouquet」Aチーム（2025年4月15日 - 20日、オメガ東京） - 福士音桃 役[20]
- RAVE☆塾「幽情エクリプス」Bチーム[21]（2025年6月5日 – 8日、築地・ブディストホール） - 主演 水口青葉 役[22]
- フェアリーテイルシアター「リーディング&ダンス公演 ～ダーティー・クラウズ～」（2025年6月20日 - 22日、新宿シアターモリエール） - 鶯谷クロエ 役[23]
- ぱすてるからっと「泡とラムネとレモネード[24]」海チーム（2025年8月8日 - 11日、CBGKシブゲキ!!） - 主演 マユ 役[25]

### ネット配信
- RANKU「オンライン朗読劇『葉桜と魔笛』」（2021年3月30日、Vimeo）

### ドラマ
- 「探偵が早すぎる スペシャル[26]」後編（2019年12月、読売テレビ）
- 「捜査会議はリビングで おかわり!」第1話（2020年2月、NHK BSプレミアム）[27]
- 「未満警察 ミッドナイトランナー」第2話（2020年7月、日本テレビ）
- 「危険なビーナス」第8話（2020年11月、TBS）[28]
- 「ウチの娘は、彼氏が出来ない!!」（2021年1月 - 3月、日本テレビ）
- 「ドクターホワイト」第2話（2022年1月、フジテレビ） - 看護師 役
- 「ゴシップ #彼女が知りたい本当の○○」 最終話（2022年3月、フジテレビ）
- 「テッパチ!」（2022年7月 - 9月、フジテレビ） - なつみ 役
- 「ホスト相続しちゃいました」第3話・第6話・第9話（2023年5月 - 6月、関西テレビ） - みちる 役
- 「警視庁強行犯係 樋口顕」第14作『炎上』（2024年4月、テレビ東京） - 水野汐里 役
- 「かっこいいスキヤキ」#4『噂の関係図』（2024年4月、テレビ愛知）- 佐藤 役[29]

### バラエティ
- フジテレビ「この指と〜まれ! TIF正月特番」（2019年1月）
- TBS「オザワナイト」（2019年8月）[30]

### 雑誌
- MARQUEE（マーキー）Vol.128（2018年8月）[31]

### WEBカタログ
- ROJITA[32]（2019年5月 - 2024年8月）[33]
- 夢展望[34]（2019年5月）
- PEACH JOHN[35]（2021年6月 - 2022年3月）
- GiRLS by PEACH JOHN[36]（2022年3月9日）